# Diana Amftová
Diana Amftová (* 7. listopadu 1975, Gütersloh, Německo) je německá filmová a televizní herečka.

## Životopis
Narodila se v německém městě Gütersloh. Její otec byl školník. Vyrůstala v městě Herzebrock-Clarholz a jednou z jejích zaměstnání po škole byla práce ve videopůjčovně. Absolvovala odbornou přípravu jako soudní úřednice na Amtsgericht Rheda-Wiedenbrück. Měla hodiny zpěvu v Bielefeldu a neúspěšně se ucházela o studium na Folkwang Hochschule v Essenu.
Když ji bylo dvacet let, byla přijata na Schauspielschule Zerboni v Mnichově a zde se objevila v několika divadelních hrách. V roce 1999 přišla její první televizní role.
Stala se známou díky roli Inken ve filmu Holky to chtěj taky, který byl neobvykle úspěšný a i jeho pokračování Holky to chtěj taky 2. V roce 2002 měla hlavní ženskou roli ve filmu Kluci to taky chtěj... a pořád!, za který vyhrála Deutscher Comedypreis v kategorii nejlepší film v kině. Jejím největším průlomem byla však hlavní role v seriálu Deník doktorky.
Na soundtracku filmu Holky to chtěj taky 2 zpívala píseň Funky Freakshow od Tears, švýcarské dívčí hudební skupiny, která se proslavila soutěží Popstars.

## Osobní život
Ve věku osmnácti let se poprvé vdala, ale manželství trvalo pouhé tři měsíce. Poté devět let žila s americkým režisérem Granzem Henmanem, ale v únoru 2010 se pár rozešel. V létě 2011 si vzala manažera Arne Regula.

## Filmografie

### Filmy
| Rok  | Název                             | Role                    |
| ---- | --------------------------------- | ----------------------- |
| 2000 | Auszeit                           | Blanca                  |
| 2001 | Holky to chtěj taky               | Inken                   |
| 2002 | Ganz und gar                      | Alex                    |
| 2002 | Kluci to taky chtěj... a pořád!   | Maja Paradis            |
| 2004 | Holky to chtěj taky 2             | Inken                   |
| 2005 | Princes(s)                        | Stella                  |
| 2010 | Teufelskicker                     | matka Moritze           |
| 2012 | Každá smůla jednou končí          | Andrea Schnidt          |
| 2013 | Im weißen Rössl - Wehe Du singst! | Ottilie Giesecke        |
| 2014 | Vampírky 2                        | zdravotní sestra Ursula |

### Televize
| Rok       | Název                                                                            | Role                                 | Poznámky                                                                        |
| --------- | -------------------------------------------------------------------------------- | ------------------------------------ | ------------------------------------------------------------------------------- |
| 1999      | Unschuldige Biester                                                              | Kathi                                | Televizní film                                                                  |
| 2000      | Eine Liebe auf Mallorca 2                                                        | Susan Sander                         | Televizní film                                                                  |
| 2001      | Eine Liebe auf Mallorca 3                                                        | Susan Sander                         | Televizní film                                                                  |
| 2001      | Vyšetřovatel                                                                     | Lotte Jansen                         | Televizní seriál, epizoda: „Mord auf dem Golfplatz“                             |
| 2001      | Zwei Männer am Herd                                                              | Dorothea „Dörte“ Schönberg           | Televizní seriál                                                                |
| 2002      | Das Traumschiff                                                                  | Patricia Berger                      | Televizní seriál, epizoda: „Chile“                                              |
| 2004      | SOKO München                                                                     | Almut Seidel                         | Televizní seriál, epizoda: „Ritt in den Tod“                                    |
| 2005      | SOKO München                                                                     | Lena Silber                          | Televizní seriál, epizoda: „Tödlicher Belcanto“                                 |
| 2005      | Alarm für Cobra 11 - Die Autobahnpolizei: Heldentage                             | Natalie                              | Televizní film                                                                  |
| 2005      | D´Artagnan a tři mušketýři                                                       | Constance Bonacieux                  | Televizní film                                                                  |
| 2005      | Když tě potká láska                                                              | Nathalie Schulz / Berger             | Televizní film                                                                  |
| 2006      | SOKO München                                                                     | Stephanie Bannert                    | Televizní seriál, epizoda: „Das Schwert des Samurai“                            |
| 2007      | Der geheimnisvolle Schwiegersohn                                                 | Greta Litschka                       | Televizní film                                                                  |
| 2007      | Die ProSieben Märchenstunde                                                      | Vroni                                | Televizní seriál, epizoda: „Die Prinzessin auf der Erbse - Qual der Wahl royal“ |
| 2007      | Innere Werte                                                                     | policistka Pachulke                  | Televizní film                                                                  |
| 2008      | Zwei Zivis zum Knutschen                                                         | Ellen                                | Televizní film                                                                  |
| 2008      | Tajemství naší lásky                                                             | Franziska Wieser                     | Televizní film                                                                  |
| 2008      | Maja                                                                             | Maja Mia Müller                      | Televizní seriál                                                                |
| 2008-2011 | Deník doktorky                                                                   | doktorka Margareta „Grétka“ Haaseová | Televizní seriál, hlavní role                                                   |
| 2010      | Neviditelná láska                                                                | Jana Schuber                         | Televizní film                                                                  |
| 2010      | Der Bulle und das Landei                                                         | Kati Biever                          | Televizní film                                                                  |
| 2010      | Láska a jiné delikatesy                                                          | Franka Lauth                         | Televizní film                                                                  |
| 2011      | Kdo jinému kila sčítá...                                                         | Eva Brand                            | Televizní film                                                                  |
| 2011      | Der Bulle und das Landei - Babyblues                                             | Kati Biever                          | Televizní film                                                                  |
| 2012      | Blonder als die Polizei erlaubt                                                  | Dana Geiss                           | Televizní film                                                                  |
| 2012      | Obendrüber, da schneit es                                                        | Miriam Kirsch                        | Televizní film                                                                  |
| 2013      | Der Bulle und das Landei – Ich sehe was, was du nicht siehst und das ist ... tot | Kati Biever                          | Televizní film                                                                  |
| 2013      | Christine. Perfekt war gestern!                                                  | Christine Wagner                     | Televizní seriál                                                                |
| 2014      | Der Bulle und das Landei - von Mäusen, Miezen und Moneten                        | Kati Biever                          | Televizní film                                                                  |
| 2014      | Wir tun es für Geld                                                              | Ines                                 | Televizní film                                                                  |
| 2014-2015 | Josephine Klick - Allein unter Cops                                              | Josephine Klick                      | Televizní seriál, hlavní role                                                   |
| 2015      | Der Bulle und das Landei - Wo die Liebe hinfällt                                 | Kati                                 | Televizní film                                                                  |
| 2016      | Der Bulle und das Landei - Goldrausch                                            | Kati                                 | Televizní film                                                                  |

## Ocenění
- 2009: Adolf-Grimme-Preis za seriál Deník doktorky
- 2009: Bayerischer Fernsehpreis v kategorii Nejlepší seriálová herečka za roli v seriálu Deník doktorky
- 2010: Goldene Nymphe – v kategorii Nejlepší herečka na televizním festivalu v Monte Carlu za seriál Deník doktorky
- 2010: nominována na Deutschen Comedypreis v kategorii Nejlepší herečka
- 2011: Vienna Filmball Award v kategorii nejlepší mezinárodní herečka
- 2011: Romy v kategorii nejlepší herečka za svou roli v seriálu Deník doktorky
- 2012: cena Jupiter v kategorii nejlepší televizní herečka